# Chaetobroscus
Chaetobroscus es un género de coleópteros adéfagos perteneciente a la familia Carabidae. 

## Especies
Relación de especies:
- Chaetobroscus anomalus Chaudoir, 1878
- Chaetobroscus kezukai Dostal, 1984
- Chaetobroscus bhutanensis Morvan, 1980